# Brooks Wackerman
Brooks Wackerman (15 februari 1977) is de drummer van de Amerikaanse heavy metalband Avenged Sevenfold .
In 1991 begon hij met drummen in de Los Alamitos High School Jazz Band tot ongeveer 1995. Hier leerde hij drummen wat later leidde tot het feit dat hij drummer werd van Infectious Grooves. Later werd dit Suicidal Tendencies wat van ongeveer 1994 tot 2002 duurde. 
Hij heeft een gastoptreden op het Vandals-album Look What I Almost Stepped In....
In 2001 werd hij drummer van Bad Religion, waarmee hij Bobby Schayer opvolgde, die een blessure had. Hij speelde mee in The Process of Belief en The Empire Strikes First, en staat tegenwoordig in de studio voor de opnames van het nieuwe album.
Voor KoRn werkte Brooks mee aan het achtste album:Untitled in 2007